# بون

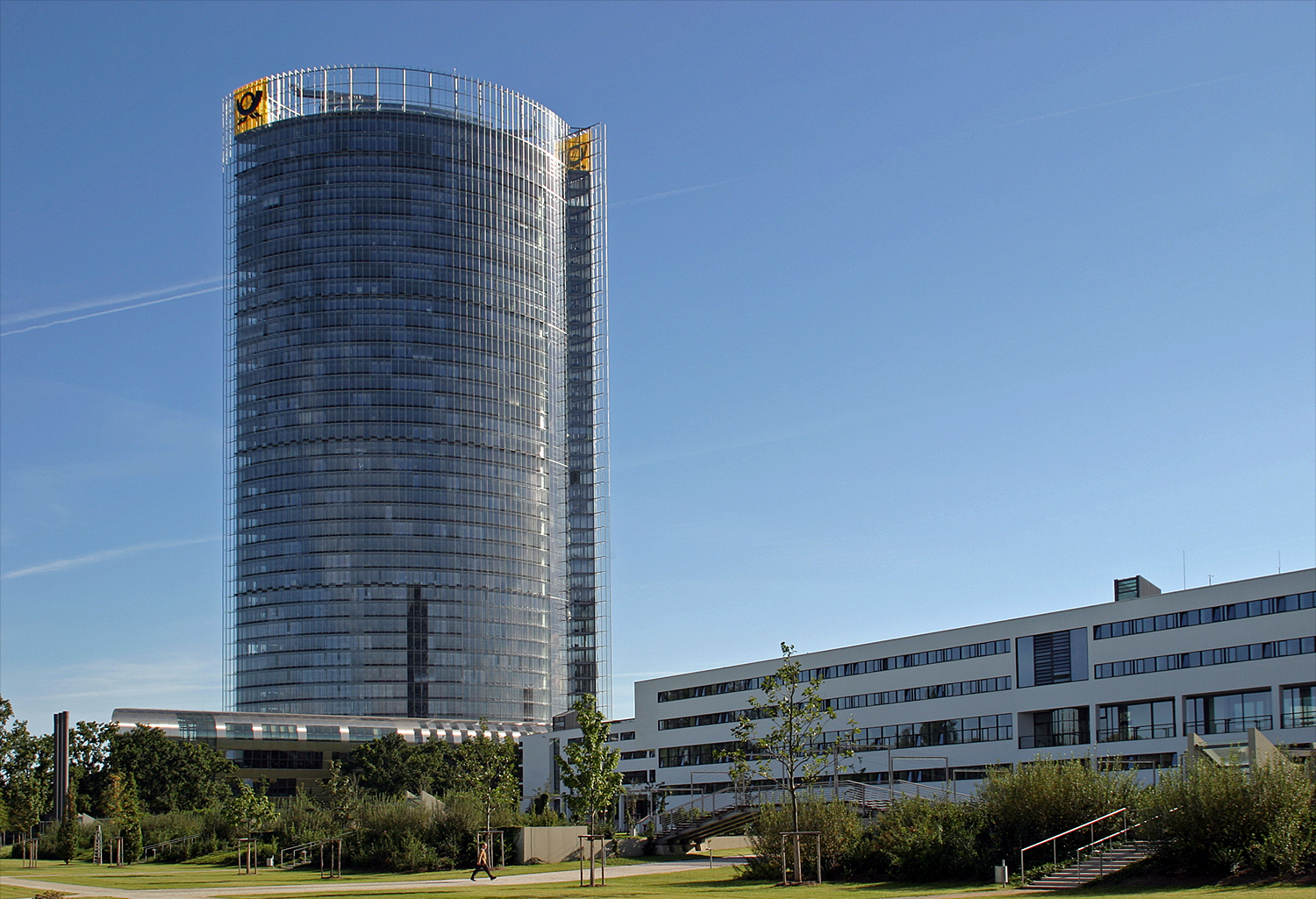
مبنى البريد الألماني في بون وبجانبه مبنى شورمان الذي أصبح منذ عام 2003 مقر إذاعة صوت ألمانيا

بُون (بالألمانية: Bonn)‏ مدينة تقع في جنوب ولاية شمال الراين - وستفاليا في غرب ألمانيا. تبعد عن مدينة كولونيا 18 كلم. يبلغ عدد سكانها حوالي 313.611 نسمة (2005). كانت حتى عام 1990 م عاصمة جمهورية ألمانيا الاتحادية إلى أن أعيدت العاصمة إلى برلين بعد إعادة توحيد ألمانيا. يوجد بها إذاعة صوت ألمانيا التي تبث برامجها ومنها اللغة العربية منذ عام 2003 م. وكانت من قبل تبث برامجها من مدينة كولونيا من عام 1953 وهو تاريخ نشوء الإذاعة إلى غاية 2003 وفي صيف نفس العام انتقلت الإذاعة إلى مدينة بون ومن هناك باشرت بث برامجها.

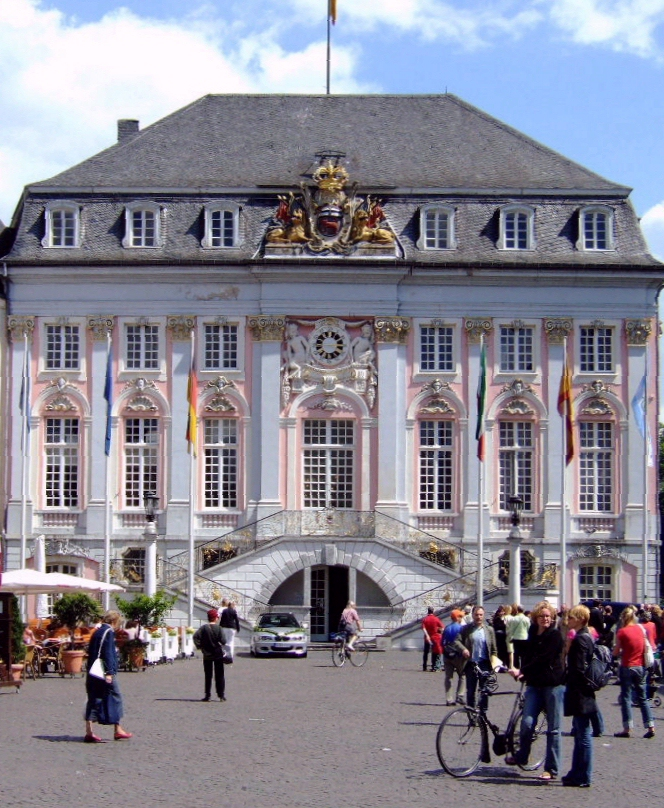
دار البلدية القديمة في بون

## وصف المدينة
تبدأ الرحلة من سور المدينة القديم والعائد للعصر الروماني، والذي يضيف على المدينة جواً خاصاً من القدم والعراقة رغم صغر حجم الأجزاء المتبقية منه. بعدها نصل إلى الكاتدرائية، مَعلَم المدينة الشهير، والتي يرجع بدء بناءها إلى منتصف القرن الرابع الميلادي مع وصول المبشرين الرومان إلى المدينة حيث بدء العصر المسيحي في منطقة الراين. وما زالت تلك الكنيسة القديمة الصغيرة تقع تحت الكنيسة التي نراها اليوم والتي أعيد بناءها في القرن الثاني عشر الميلادي. وهي تتميز بطرازها المعماري الفريد حيث تتلاقى الأساليب الفنية المختلفة من الرومانسي إلى القوطي في تناغم لم يسبق له مثيل.
في مقابل الكنيسة يقع ميدان واسع يشكل مركز المدينة، ويختلط فيه التاريخ بالفن بالحياة اليومية، فأمام الكنيسة نرى مبنى البريد القديم المميز. ويقع السوق اليومي أمام دار البلدية المبني عام 1737 على طراز الباروك. وفي الناحية المقابلة للسوق، يبدأ الشارع الصغير المسمى زقاق بون، وفي المنزل رقم 20 منه ولد عام 1770 الموسيقار العبقري لودفج فان بيتهوفن. وقد حافظت المدينة على سيرة ابنها المبدع، فأقيمت صالة موسيقية باسمه تعزف فيها ألحانه إضافة على روائع الموسيقى العالمية، كما أصبح بيته متحفاً يؤمه المعجبون بالموسيقي العظيم ليتطلعوا على طريقة حياته، وداخل هذا المكان الملئ بالفن يستمتع الجميع بالوقوف أمام البيانو الذي طالما شارك بيتهوفن لحظات إبداعه وشهد ميلاد سيمفونياته وألحانه، هنا أيضاً تقام العديد من حفلات الموسيقى الكلاسيكية.

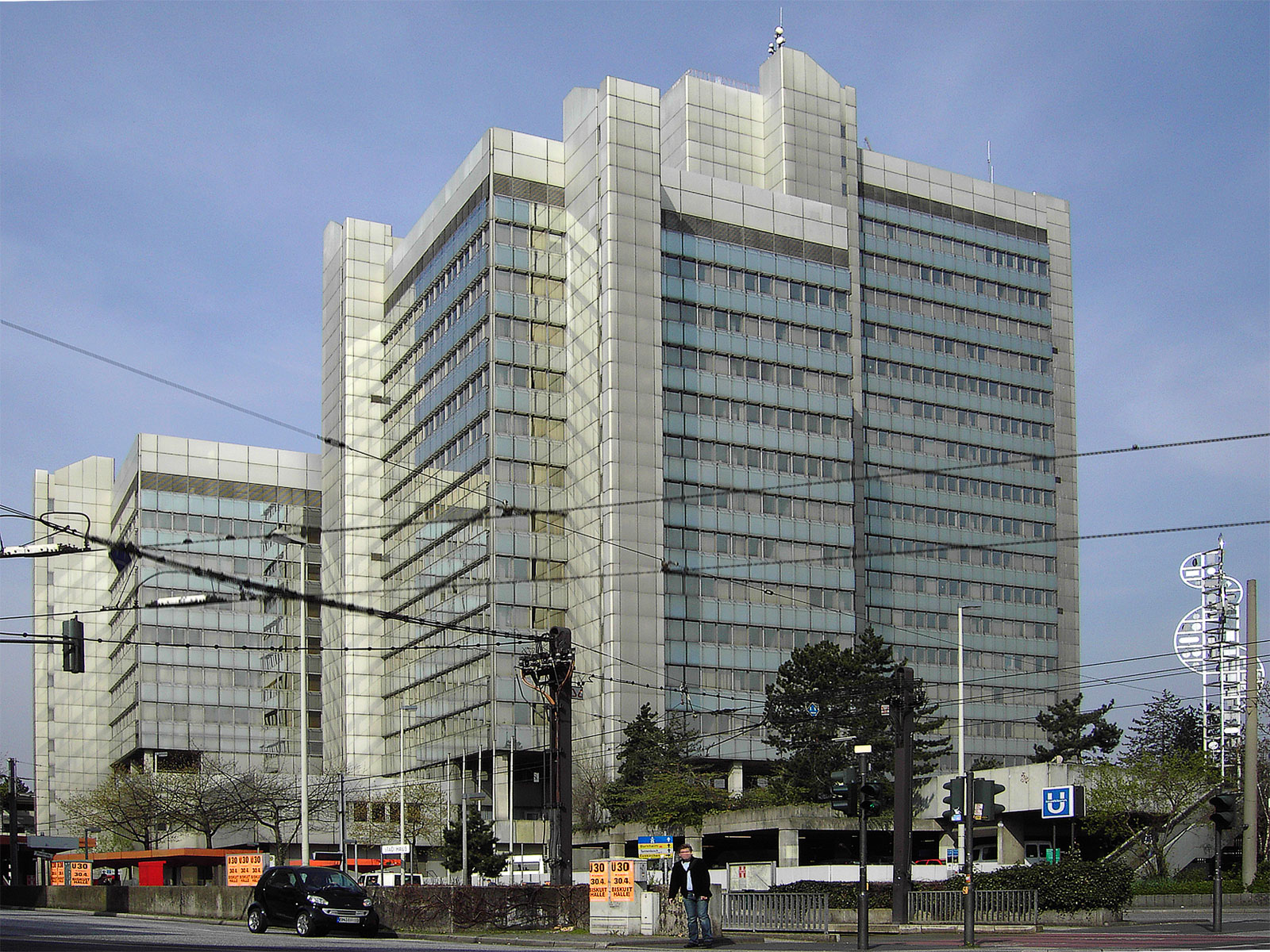
مبنى المدينة الجديد

## بونومنظمة الأمم المتحدة
بعد نقل عاصمة ألمانيا من بون إلى برلين، أهدت الحكومة الألمانية عدة مباني حكومية لمنظمة الأمم المتحدة لتصبح بون مركزاً لثماني عشرة منظمة دولية.

## المعالم الأثرية
تتميز مدن ألمانيا عموماً بقلاعها، ولا تُستثنى بون من هذه القاعدة، ففي جنوب بون في منطقة بادجودسبرج تقع أطلال قلعة جودسبورج الشهيرة على ارتفاع 32 متر. وقد تركت الخمسون عاماً التي كانت فيها المدينة عاصمة جمهورية ألمانيا آثارها الواضحة عليها (1949-1990)، فما زالت مباني الحكومة القديمة والتي شهدت العديد من الأحداث مزارات هامة وأهمها قصر شاومبورج وفيللا هامرشميت، إضافةً إلى مبنى العاملين في البرلمان الألماني الشهير ب «أويجين الطويل» نسبة إلى رئيس البرلمان السابق أويجين جيريستينماير والذي اتخذ قرار البناء عام 1969، ويزيد طول المبنى عن 114 متراً، وبعد انتقال البرلمان إلى برلين يستخدم المبنى حالياً كمقر لمكاتب تابعة للأمم المتحدة. ومكانة بون الثقافية لاتقل عن مكانتها الإدارية، فلها تاريخ طويل في فن المسرح، وبها العديد من المتاحف في مختلف المجالات، منها بيت التاريخ، ومتحف الفن، ويقع معظمها في التجمعين (Museumsmeile) ومربع الفن و متحف بون للآثار المصرية.

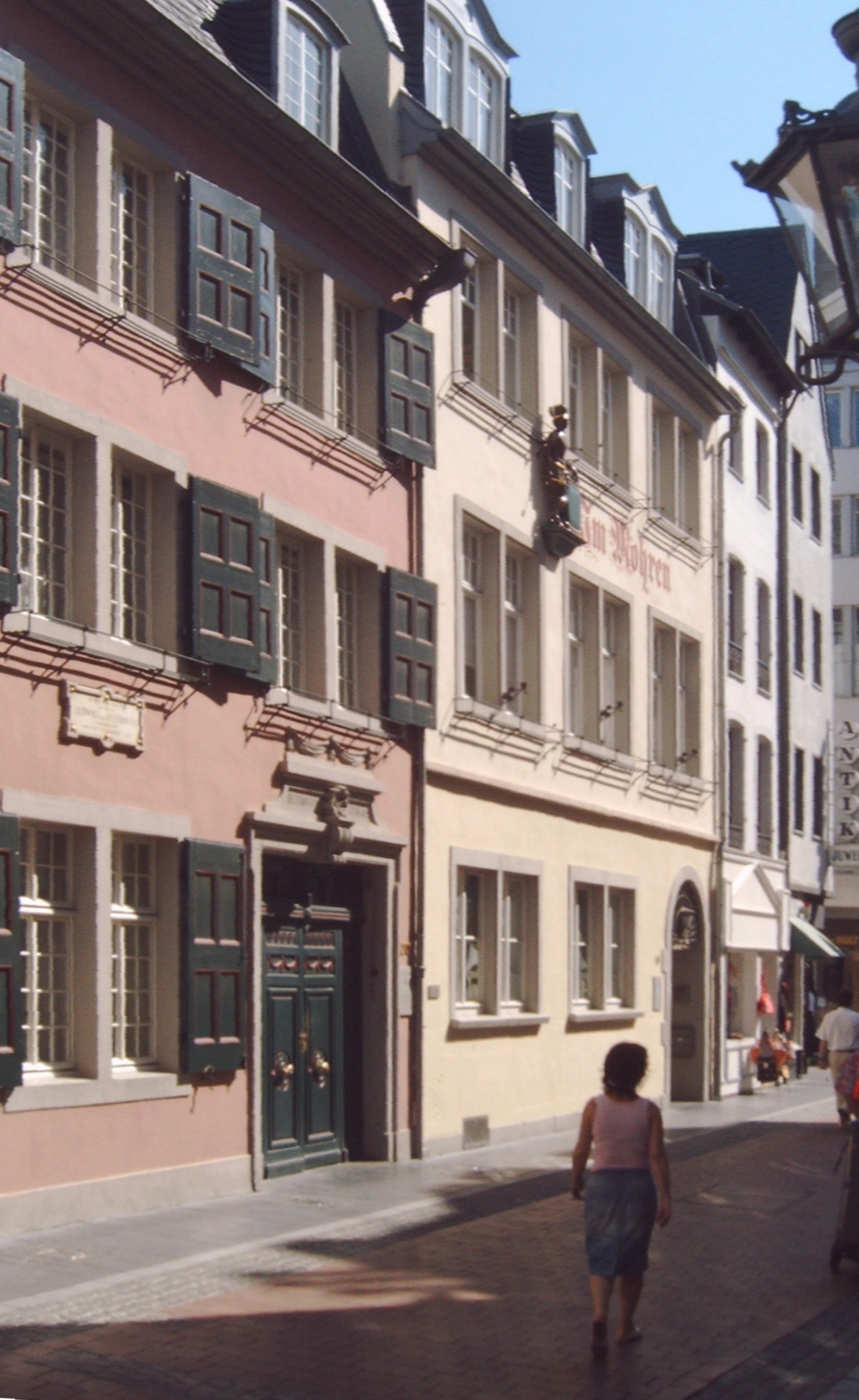
منزل بيتهوفن في بون

## الثقافة
تعتبر جامعة بون من أكبر الجامعات في ألمانيا من حيث عدد العاملين والدارسين بها، كما أن أربعة من باحثيها حصلوا على جائزة نوبل في الطبيعة والاقتصاد والكيمياء. وتعتبر نسبة عدد الطلبة الأجانب في بون هي الأكثر على الإطلاق في ألمانيا حيث تصل نسبتهم ل16.3%. وإلى جانب الجامعة هناك بعض المعاهد المهتمة بالبحوث العلمية والاجتماعية والاقتصادية ومن أهمها معهد كايزر (CAESAR)، ومعاهد تابعة للجامعة مثل معهد التكامل الأوروبي ومعهد أبحاث التطوير. أما قصر بوبلسدورف، والذي يعتبر اليوم جزء من الجامعة، فأهم ما يميزه هو احتواءه على حديقة النباتات الخاصة بالجامعة، وبها زهرة التيتانينفورز وأصلها من سومطرة والتي حظيت في عام 2003 بلقب أطول زهرٍة في العالم حيث بلغ طولها عند تفتحها 274 سم، لايتاح الحظ لمشاهدتها متفتحة سوى يوم واحد في العام وهو عمر تفتح هذه الزهرة العجيبة.

## روابط خارجية
- متحف الآثار المصرية في بون دويتشة فيله العربية.
- بون ملهمة الموسيقار بيتهوفن  دويتشة فيله العربية.
- مركز الأمم المتحدة في بون
- صفحة بلدية بون عن مراكز الأمم المتحدة في المدينة